# 클리포드 더 빅 레드 독 (영화)
"클리포드 더 빅 레드 독"(영어: Clifford the Big Red Dog)은 2021년 공개된 영화이다.

## 출연
- 잭 화이트홀 - 케이시 하워드 역
- 다비 캠프 - 에밀리 엘리자베스 하워드 역
- 토니 헤일 - 잭 티어런 역
- 시에나 길로리 - 매기 하워드 역
- 데이비드 앨런 그리어 - 패커드 역
- 아이잭 웡 - 오언 유 역
- 러셀 웡 - 유의 아버지 역
- 키넌 톰프슨 - 클리포드의 수의사 역
- 존 클리스 - 브리드웰 역

## 성우
- 안소명 - 에밀리 역
- 신용우 - 케이시 역
- 여민정 - 매기 역
- 오인성 - 브리드웰 역
- 김지성 - 오웬 역